# Tournoi des Cinq Nations 1997
Cet article traite de l'épreuve masculine. Pour la compétition féminine, voir Tournoi britannique féminin 1997.
Pour un article plus général, voir Tournoi des Six Nations.
Navigation
Tournoi 1996 Tournoi 1998
Le Tournoi des Cinq Nations 1997 (du 18 janvier au 15 mars 1997) est remporté par la France, qui réalise son cinquième Grand chelem.

## Classement
| Rang | Nations        | J | V | N | D | PM  | PE  | Δ   | Pts |
| ---- | -------------- | - | - | - | - | --- | --- | --- | --- |
| 1    | France         | 4 | 4 | 0 | 0 | 129 | 77  | +52 | 8   |
| 2    | Angleterre     | 4 | 3 | 0 | 1 | 141 | 55  | +86 | 6   |
| 3    | Pays de Galles | 4 | 1 | 0 | 3 | 94  | 106 | -12 | 2   |
| 4    | Écosse         | 4 | 1 | 0 | 3 | 90  | 132 | -42 | 2   |
| 5    | Irlande        | 4 | 1 | 0 | 3 | 57  | 141 | -84 | 2   |

Légende
J matches joués, V victoires, N matches nuls, D défaites
PM points marqués, PE points encaissés, Δ différence de points terrain
Pts points de classement (2 points pour une victoire, 1 point en cas de match nul, rien pour une défaite)

Les équipes à égalité de points de classement sont départagées par la différence Δ de points terrain.

## XV de France
Le XV de France réussit son cinquième Grand chelem, le premier depuis dix ans.
Cette année, le crunch contre l'Angleterre est le choc du Tournoi et se joue à Twickenham. Menée (14-6) à la mi-temps, puis à l'heure de jeu (20-6), la France inscrit son premier essai à la 62e minute du match et finit par s'imposer à l'extérieur sur la marque de 23 points à 20.
Le Tournoi des Cinq Nations 1997 est le dernier joué au Parc des Princes.
Nouveaux sélectionneurs de l'équipe de France :
- Jean-Claude Skrela
- Pierre Villepreux

## Résultats
| Lansdowne Road, Dublin | Irlande | 15 - 32 | France         |
| Murrayfield, Édimbourg | Écosse  | 19 - 34 | Pays de Galles |

| Arms Park, Cardiff  | Pays de Galles | 25 - 26 | Irlande |
| Twickenham, Londres | Angleterre     | 41 - 13 | Écosse  |

| Parc des Princes, Paris | France  | 27 - 22 | Pays de Galles |
| Lansdowne Road, Dublin  | Irlande | 6 - 46  | Angleterre     |

| Twickenham, Londres    | Angleterre | 20 - 23 | France  |
| Murrayfield, Édimbourg | Écosse     | 38 - 10 | Irlande |

| Parc des Princes, Paris | France         | 47 - 20 | Écosse     |
| Arms Park, Cardiff      | Pays de Galles | 13 - 34 | Angleterre |

## Les matches

### Première journée
(mt : 12-12)

Points marqués:
 Irlande
Entraîneur : Brian Ashton 
- 5 pénalités Elwood 1re, 7e, 36e, 39e, 50e

 France
Entraîneurs : Jean-Claude Skrela, Pierre Villepreux et Max Godemet
- 4 essais
Galthié 5e, Venditti 32e, 61e, 80e+4
- 3 transformations : T Castaignède
- 2 pénalités : T Castaignède 73e, 77e

Évolution du score : 3-0, 3-5, 6-5, 6-12, 9-12, 12-12 mt,
15-12, 15-19, 15-22, 15-25, 15-32.
Arbitre : André Watson 
Les équipes :
 Irlande
15. Conor O'Shea 14. Dominic Crotty 13. Jonathan Bell 12. Maurice Field (Kurt McQuilkin 46e) 11. James Topping 10. Eric Elwood 9. Niall Hogan 7. David Corkery 8. Eric Miller 6. Denis McBride 5. Jeremy  Davidson  4. Paddy Johns 3. Richard Wallace 2. Keith Wood  (Allen Clarke 38e) 1. Nick Popplewell

 France
15. Jean-Luc Sadourny 14. Émile Ntamack 13. Stéphane Glas 12. Thomas Castaignède 11. David Venditti 10. Alain Penaud 9. Fabien Galthié 7. Philippe Benetton 8. Fabien Pelous 6. Abdelatif Benazzi  5. Hugues Miorin (Richard Castel 62e) 4. Olivier Merle 3. Franck Tournaire 2. Marc Dal Maso 1. Christian Califano.
| Samedi 18 janvier 1997 | Écosse                                                                                       | 19 - 34 (13-10) | Pays de Galles                                                                                            | Murrayfield Stadium, Édimbourg 67 500 spectateurs Arbitre : Bertie Smith |
| Samedi 18 janvier 1997 | Essai(s) : Hastings Transformation(s) : Shepherd Pénalité(s) : 3 Shepherd Drop(s) : Chalmers |                 | Essai(s) : 4 I Evans, Jenkins, S Quinnell, A Thomas Transformation(s) : 4 Jenkins Pénalité(s) : 2 Jenkins | Murrayfield Stadium, Édimbourg 67 500 spectateurs Arbitre : Bertie Smith |
| Samedi 18 janvier 1997 |                                                                                              |                 | | Murrayfield Stadium, Édimbourg 67 500 spectateurs Arbitre : Bertie Smith |

Les équipes :

- Écosse
15. Rowan Shepherd 14. Tony Stanger 13. Gavin Hastings 12. Gregor Townsend 11. Kenny Logan 10. Craig Chalmers 9. Gary Armstrong 7. Murray Wallace 8. Rob Wainwright  6. Peter Walton 5. Andy Reed 4. Doddie Weir 3. Mattie Stewart 2. Graham Ellis 1. Dave Hilton
- Pays de Galles
15. Neil Jenkins 14. Ieuan Evans 13. Allan Bateman 12. Scott Gibbs 11. Arwel Thomas 10. Gareth Thomas 9. Rob Howley 7. Colin Charvis 8. Scott Quinnell 6. Steve Williams 5. Mark Rowley 4. Gareth Llewellyn 3. David Young 2. Jonathan Humphreys  1. Christian Loader.

### Deuxième journée
| Samedi 1er février 1997 | Angleterre | 41 - 13 (16-10) | Écosse                                                                    | Twickenham Stadium, Londres 75 000 spectateurs Arbitre : Paddy O'Brien |
| Samedi 1er février 1997 | Essai(s) : 5 de pénalité 15e, Gomarsall De Glanville 67e, Carling 72e Transformation(s) : 3 Grayson Pénalité(s) : 5 Grayson |                 | Essai(s) : Eriksson Transformation(s) : Shepherd Pénalité(s) : 2 Shepherd | Twickenham Stadium, Londres 75 000 spectateurs Arbitre : Paddy O'Brien |
| Samedi 1er février 1997 | |                 |                                                                           | Twickenham Stadium, Londres 75 000 spectateurs Arbitre : Paddy O'Brien |

Les équipes :
 Angleterre

15. Tim Stimpson 14. Jon Sleightholme 13. Will Carling 12. Phil de Glanville  11. Tony Underwood 10. Paul Grayson 9. Andy Gomarsall 7. Graham Rowntree 8. Lawrence Dallaglio 6. Richard Hill 5. Martin Johnson 4. Simon Shaw 3. Teddy Rodber 2. Mark Regan 1. Jason Leonard

 Écosse

15. Rowen Shepherd 14. Derek Stark 13. Andrew Stanger 12. Ronnie Eriksson 11. Kenny Logan 10. Gregor Townsend 9. Bryan Redpath 7. Tom Smith 8. Graham Ellis 6. Mattie Stewart 5. Doddie Weir 4. Andy Reed 3. Peter Walton 2. Rob Wainwright  1. Ian Smith.
| Samedi 1er février 1997 | Pays de Galles                                                                                   | 25 - 26 (10-20) | Irlande                                                                                   | Arms Park Stadium, Cardiff 53 000 spectateurs Arbitre : W Erickson |
| Samedi 1er février 1997 | Essai(s) : 3 I Evans (2), S Quinnell Transformation(s) : 2/3 N Jenkins Pénalité(s) : 2 N Jenkins |                 | Essai(s) : 3 J Bell, Hickie, Miller Transformation(s) : 1/3 Elwood Pénalité(s) : 2 Elwood | Arms Park Stadium, Cardiff 53 000 spectateurs Arbitre : W Erickson |
| Samedi 1er février 1997 |                                                                                                  |                 |                                                                                           | Arms Park Stadium, Cardiff 53 000 spectateurs Arbitre : W Erickson |

Les équipes :
 Pays de Galles
15. Neil Jenkins 14. Ieuan Evans 13. Gareth Thomas 12. Scott Gibbs 11. Dafydd James 10. Arwel Thomas 9. Rob Howley 7. Christian Loader 8. Jonathan Humphreys  6. David Young 5. Gareth Llewellyn 4. Mark Rowley 3. Steve Williams 2. Colin Charvis 1. Scott Quinnell

 Irlande
15. Jim Staples  14. Denis Hickie 13. Jonathan Bell 12. Maurice Field 11. Dominic Crotty 10. Eric Elwood 9. Neil Hogan 7. Nick Popplewell 8. Ross Nesdale 6. Paul Wallace 5. Paddy Johns 4. Jeremy Davidson 3. David Corkery 2. Denis McBride 1. Eric Miller.

### Troisième journée
(mt : 20-10)
Points marqués :

 France (Entraîneurs : Jean-Claude Skrela, Pierre Villepreux et Max Godemet)
- 4 essais :
Merle 4e
Leflamand 35e, 65e
Venditti 37e
- 2 transformations :
R.Dourthe 4e
Aucagne 65e
- 1 pénalité : Aucagne 40e

 pays de Galles (Entraîneur : Kevin Bowring)
- 3 essais :
G.Thomas 16e
Bateman 52e
Howley 68e
- 2 transformations : Jenkins 16e, 52e
- 1 pénalité : Jenkins 21e

Évolution du score : 7-0, 7-7, 7-10, 12-10, 20-10, mt,
20-17, 27-17, 27-22
Arbitre : Peter Marshall 
Les Équipes

 France
15. Jean-Luc Sadourny 14. Laurent Leflamand 13. Richard Dourthe (Christophe Lamaison) 12. Stéphane Glas 11. David Venditti 10. Christophe Lamaison 9. Philippe Carbonneau 7. Richard Castel 8. Fabien Pelous 6. Abdelatif Benazzi  (Olivier Magne 54e) 5. Hugues Miorin 4. Olivier Merle 3. Jean-Louis Jordana 2. Marc Dal Maso 1. Christian Califano

 pays de Galles
15. Neil Jenkins 14. Ieuan Evans (Jonathan Davies) 13. Allan Bateman 12. Scott Gibbs 11. Gareth Thomas 10.  Arwel Thomas 9. David Howley 7. Colin Charvis 8. Steve Quinnell 6. Steve Williams 5. Gareth Llewellyn 4. Mark Rowley 3. David Young 2. Jonathan Humphreys  1. Christian Loader
| Samedi 15 février 1997 | Irlande                | 6 - 46 (6-11) | Angleterre | Lansdowne Road, Dublin 51 900 spectateurs Arbitre : Colin Hawke |
| Samedi 15 février 1997 | Pénalité(s) : 2 Elwood |               | Essai(s) : 4 Gomarsall, Hill, Sleightholme (2), T.Underwood (2) Transformation(s) : 2/4 Grayson Pénalité(s) : 4 Grayson | Lansdowne Road, Dublin 51 900 spectateurs Arbitre : Colin Hawke |
| Samedi 15 février 1997 |                        |               | | Lansdowne Road, Dublin 51 900 spectateurs Arbitre : Colin Hawke |

Les équipes
 Irlande

15. J Staples  14. Denis Hickie 13. J Bell 12. M Field 11. J Topping 10. Eric Elwood 9. N Hogan 7. N Popplewell 8. R Nesdale 6. P Wallace 5. P Johns 4. J Davidson 3. D Corkery 2. E Miller 1. D McBride

 Angleterre
15. Tim Stimpson 14. Jon Sleightholme 13. Will Carling 12. Phil de Glanville  11. Tony Underwood 10. Paul Grayson 9. Andy Gomarsall 7. R Hill 8.T Rodber 6.  Lawrence Dallaglio 5. M Johnson 4. Simon Shaw 3.Jason Leonard 2.  M Regan 1. G Rowntree

### Quatrième journée
(mt : 14-6)
Spectateurs : 75 000

Arbitre : Jim Fleming 

Points marqués :

 Angleterre (Entraîneur : Jack Rowell
- 1 essai : Dallaglio 40e
- 4 pénalités : Grayson 8e, 10e, 38e, 52e
- 1 drop : Grayson 46e

 France (Entraîneurs : Jean-Claude Skrela, Pierre Villepreux et Max Godemet)
- 2 essais : Leflamand 62e, Lamaison 70e
- 2 transformations : Lamaison
- 2 pénalités : Lamaison 3e, 75e
- 1 drop : Lamaison 34e

Les Équipes

 Angleterre
15. Tim Stimpson 14.  Sleightholme 13. Will Carling 12. Phil de Glanville  11. Tony Underwood 10. Paul Grayson 9.  Gomarsall 7. Richard Hill 8.  Rodber 6. Lawrence Dallaglio 5. Simon Shaw 4. Jonson[Lequel ?] 3. Jason Leonard 2. Mark Regan  1.  Rowntree

 France
15. Jean-Luc Sadourny 14. Laurent Leflamand 13. Christophe Lamaison 12. Stéphane Glas 11. David Venditti 10. Alain Penaud 9. Philippe Carbonneau 7. Olivier Magne 8. Fabien Pelous 6. Abdelatif Benazzi  (Marc de Rougemont 65e) 5. Olivier Merle 4. Hugues Miorin (Richard Castel 49e) 3. Franck Tournaire 2. Marc Dal Maso 1. Christian Califano
| Samedi 1er mars | Écosse                                                                                        | 38 - 10 (7-7) | Irlande                                                                 | Murrayfield Stadium, Édimbourg 67 500 spectateurs Arbitre : Gareth Simmonds |
| Samedi 1er mars | Essai(s) : Tait, Walton, Weir, Townsend Transformation(s) : 5 Shepherd Pénalité(s) : Shepherd |               | Essai(s) : Hickie Transformation(s) : Humphreys Pénalité(s) : Humphreys | Murrayfield Stadium, Édimbourg 67 500 spectateurs Arbitre : Gareth Simmonds |
| Samedi 1er mars |                                                                                               |               |                                                                         | Murrayfield Stadium, Édimbourg 67 500 spectateurs Arbitre : Gareth Simmonds |

Les équipes
 Écosse

15. Rowen Shepherd 14. A Stanger 13. Alan Tait 12. Gregor Townsend 11. K Logan 10. C Chalmers 9. B Redpath 7. T Smith 8. G Ellis 6. M Stewart 5. G Weir 4. A Reed 3. R Wainwright  2. P Walton 1. I Smith

 Irlande

15. J Staples  14. Denis Hickie 13. M Field 12. K McQuilkin 11. J Bell 10. D Humphreys 9. B O'meara 7. P Flavin 8. R Nesdale 6. P Wallace 5. P Johns 4. J Davidson 3. D Corkery 2. B Cronin 1. D McBride

### Cinquième journée
Spectateurs : 48 000

Homme du match : Benazzi

Arbitre : Ed Morrison 
Points marqués

 France (Entraîneurs : Jean-Claude Skrela, Pierre Villepreux et Max Godemet)
- 4 essais : Benazzi, Leflamand, Magne, Tournaire
- 3/4 transformations : Lamaison
- 6 pénalités : Lamaison
- 1 drop : Sadourny

 Écosse (Entraîneur : Richie Dixon )
- 2 essais : Tait
- 2 transformations : Shepherd
- 2 pénalités : Shepherd

Les Équipes

 France
15. Jean-Luc Sadourny 14. Laurent Leflamand (Ugo Mola 74e) 13. Christophe Lamaison 12. Stéphane Glas 11. David Venditti (P Bondouy 74e) 10. David Aucagne 9. Guy Accoceberry (Philippe Carbonneau 76e) 7. Olivier Magne 8. Fabien Pelous 6. Abdelatif Benazzi  5. Olivier Merle 4. Hugues Miorin (R Castel 49e) 3. Franck Tournaire (J-L Jordana 72e) 2. Marc Dal Maso (Marc de Rougemont 73e 1. D.Casadei

 Écosse
15. Rowen Shepherd 14. T Stanger 13. Alan Tait 12. Gregor Townsend 11. K Logan 10. C Chalmers 9. B Redpath 7. T Smith 8. P Walton 6. R Wainright  5. G Weir 4. A Reed 3. M Stewart 2. G Ellis 1. I Smith
| Samedi 15 mars 1997 | Pays de Galles                                                          | 13 - 34 (3-6) | Angleterre                                                                                              | National Stadium, Cardiff 53 000 spectateurs Arbitre : Joël Dumé |
| Samedi 15 mars 1997 | Essai(s) : Howley Transformation(s) : J.Davies Pénalité(s) : 2 J.Davies |               | Essai(s) : 4 Stimpson, T.Underwood Hill, De Glanville Transformation(s) : 4/4 Catt Pénalité(s) : 2 Catt | National Stadium, Cardiff 53 000 spectateurs Arbitre : Joël Dumé |
| Samedi 15 mars 1997 |                                                                         |               | | National Stadium, Cardiff 53 000 spectateurs Arbitre : Joël Dumé |

Les équipes
 Pays de Galles

15. Neil Jenkins 14. Simon Hill 13.  Allan Bateman 12. Nigel Davies 11. Gareth Thomas 10.  Davies 9. Rob Howley 7. Kingsley Jones 8. Scott Quinnell 6. Steve Williams 5. Mike Voyle 4. Gareth Llewellyn 3. David Young 
2. Jonathan Humphreys  1. Christian Loader

 Angleterre

15. Tim Stimpson 14. Jon Sleightholme 13. Will Carling 12. Phil de Glanville  11. Tony Underwood 10. Mike Catt 9. Austin Healey 7. Richard Hill 8. Tim Rodber 6. Ben Clarke 5. Simon Shaw 4. Martin Johnson 3. Jason Leonard 2. Mark Regan 1.  Rowntree

## Composition de l'équipe victorieuse
- voir article : Équipe de France de rugby à XV au Tournoi des Cinq Nations 1997